# Raumflugzeug

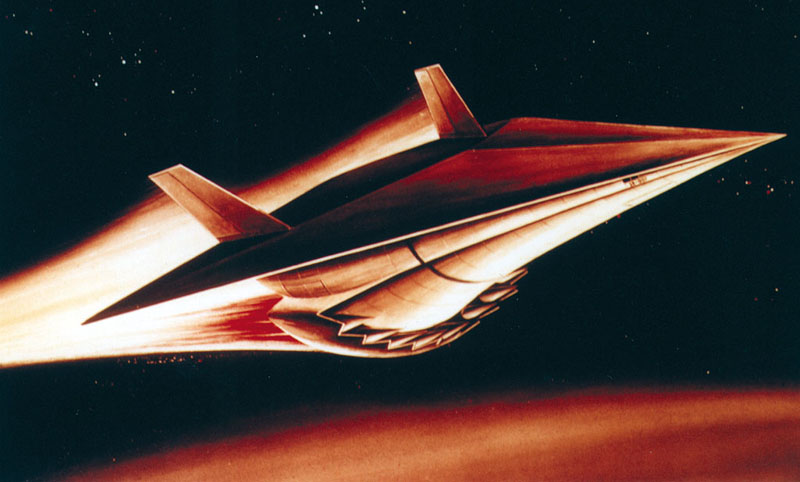
Künstlerische Darstellung eines Raumflugzeugs

Die verstärkt in den 1980er Jahren und erneut zu Beginn des neuen Jahrtausends geplanten Raumflugzeuge sollen als eine Alternative zu den Trägerraketen und Raumfähren, die derzeit für den Transport von Menschen und Nutzlasten in den Weltraum zuständig sind, entwickelt werden. Von Raumflugzeugen verspricht man sich eine Senkung der Transportkosten sowie eine Steigerung der Sicherheit des Raumtransportes im Vergleich zu heutigen Systemen.

## Konzepte und Projekte
Im Unterschied zu den Raumfähren besteht die Idee des Raumflugzeugs darin, auf einer normalen Startbahn wie ein Flugzeug starten zu können, um eine Umlaufbahn zu erreichen. Der wichtigste Unterschied zu einer Trägerrakete bzw. Raumfähre besteht darin, dass ein Raumflugzeug über Staustrahltriebwerke verfügt, die Sauerstoff aus der Atmosphäre aufnehmen, so dass die Menge des mitgeführten Treibstoffes zum Erreichen des Weltraums reduziert werden kann. Da ein Staustrahltriebwerk nicht aus dem Stand gezündet werden kann, benötigt das Raumflugzeug für den Start und anschließend für das Manövrieren im sauerstofflosen Weltall zusätzlich einen Raketenantrieb oder ein kombiniertes Triebwerk wie den „Wolkendrachen“ des Tengyun-Raumgleiters der Chinesischen Akademie für Flugkörpertechnologie.
Neben der Entwicklung der neuartigen Antriebe, die ein Raumflugzeug benötigt, zählt zu den größten Problemen der Wiedereintritt in die Atmosphäre nach einer erfolgten orbitalen Mission. Da das Raumflugzeug über eine äußerst gute aerodynamische Form (pfeilförmig) für den Hyperschallflug in der Atmosphäre während des Aufstiegs verfügen muss, können keine gewöhnlichen Hitzeschilde wie beispielsweise beim Space Shuttle verwendet werden. Dies steigert die Anforderungen an die Flugzeugstruktur enorm und kann mit heute verfügbaren Materialien nur schwer gelöst werden. Ein weiteres noch zu lösendes Problem ist die zerstörungsfreie, rasche und zuverlässige Überprüfung von Hitzeschutz, tragender Struktur und Triebwerken nach einem Einsatz, um die Sicherheit des nächsten Fluges zu gewährleisten.
Insgesamt gab es viele offiziell von den Raumfahrtbehörden betriebene Projekte für Raumflugzeuge, darunter:
- X-15 (USA) konnte nicht vom Boden starten
- Skylon (Großbritannien)
- Rockwell X-30 (USA)
- HOTOL (Großbritannien)
- Sänger II (Deutschland)

Alle diese Projekte wurden früher oder später aus Geldmangel eingestellt. Derzeit laufen vor allem in den USA Grundlagenforschungen an luftatmenden Raketentriebwerken (siehe Boeing X-43A). Zudem wird der Hitzetauscher des britischen Projekts Skylon entwickelt, ein Projekt, welches über ein Planungsstadium noch nicht weiter konkretisiert wurde.
Das deutsche Start-up-Unternehmen Polaris Raumflugzeuge entwickelt im Auftrag der Bundeswehr ein Aerospike-Raketentriebwerk. Dieses soll später auch in einem Raumflugzeug des Unternehmens eingesetzt werden.